# Las Costas
Las Costas es una localidad del departamento Capital, provincia de Salta, Argentina.

## Población
Contaba con 422 habitantes (Indec, 2001), lo que representa un incremento del 76,5% frente a los 239 habitantes (Indec, 1991) del censo anterior.
- Datos: Q6492148